# Balta Doamnei
Balta Doamnei é uma comuna romena localizada no distrito de Prahova, na região de Muntênia. A comuna possui uma área de 33.70 km² e sua população era de 2694 habitantes segundo o censo de 2007.